# Kanada na Letnich Igrzyskach Olimpijskich 1948
Kanadę na Letnich Igrzyskach Olimpijskich 1948 reprezentowało 118 zawodników, 100 mężczyzn i 18 kobiet.

## Zdobyte medale
| Medal  | Zawodnik                                             | Dyscyplina    | Konkurencja               |
| ------ | ---------------------------------------------------- | ------------- | ------------------------- |
| Srebro | Douglas Bennett                                      | Kajakarstwo   | C-1 1000 m                |
| Brąz   | Norman Lane                                          | Kajakarstwo   | C-1 10 000 m              |
| Brąz   | Viola Myers Nancy Mackay Diane Foster Patricia Jones | Lekkoatletyka | sztafeta 4 x 100 m kobiet |